# Il mio cuore fa ciock
Il mio cuore fa ciock è un singolo del deejay italiano Squalo Iaco (Marco Iaconianni) in duetto con il cantautore Luca Carboni, il primo estratto dall'album in studio d'esordio Marco e basta e pubblicato il 20 maggio 2016.

## Il brano
Il brano è una cover del singolo di Luca Carboni pubblicato originariamente sull'album Diario Carboni del 1993. Il testo è di Mauro Bandini, mentre la musica di Daniele Bruno.
La collaborazione tra i due artisti avviene durante il Pop-up Tour 2016 dove eseguono il brano in duetto.
Nel 2018 Luca Carboni reinterpreta il brano in una versione corale con un gruppo di pazienti cardiopatici dell'associazione A.L.I.CE. Italia onlus di Genova, impegnata nella riabilitazione di persone affette da patologie cardio-cerebro-vascolari e viene diffuso il 29 settembre (Giornata mondiale del cuore) attraverso un videoclip pubblicato sui canali social. Tale versione fa parte della campagna chiamata Il battito del cuore alla quale l'artista ha aderito, lanciata dalla multinazionale farmaceutica Bayer per sensibilizzare la popolazione sull'importanza della prevenzione per ridurre il rischio delle malattie cardiovascolari, arrivate ormai a rappresentare il 31% della mortalità mondiale.

## Il video
Il videoclip viene reso disponibile il 20 maggio 2016 sul sito Internet TGcom24.

## Tracce
1. Il mio cuore fa ciock (con Luca Carboni)